# Sport della racchetta
Gli sport della racchetta sono quegli sport che si praticano con la racchetta, la quale serve, in tutte le discipline considerate, per colpire la palla. Questi sport sono:

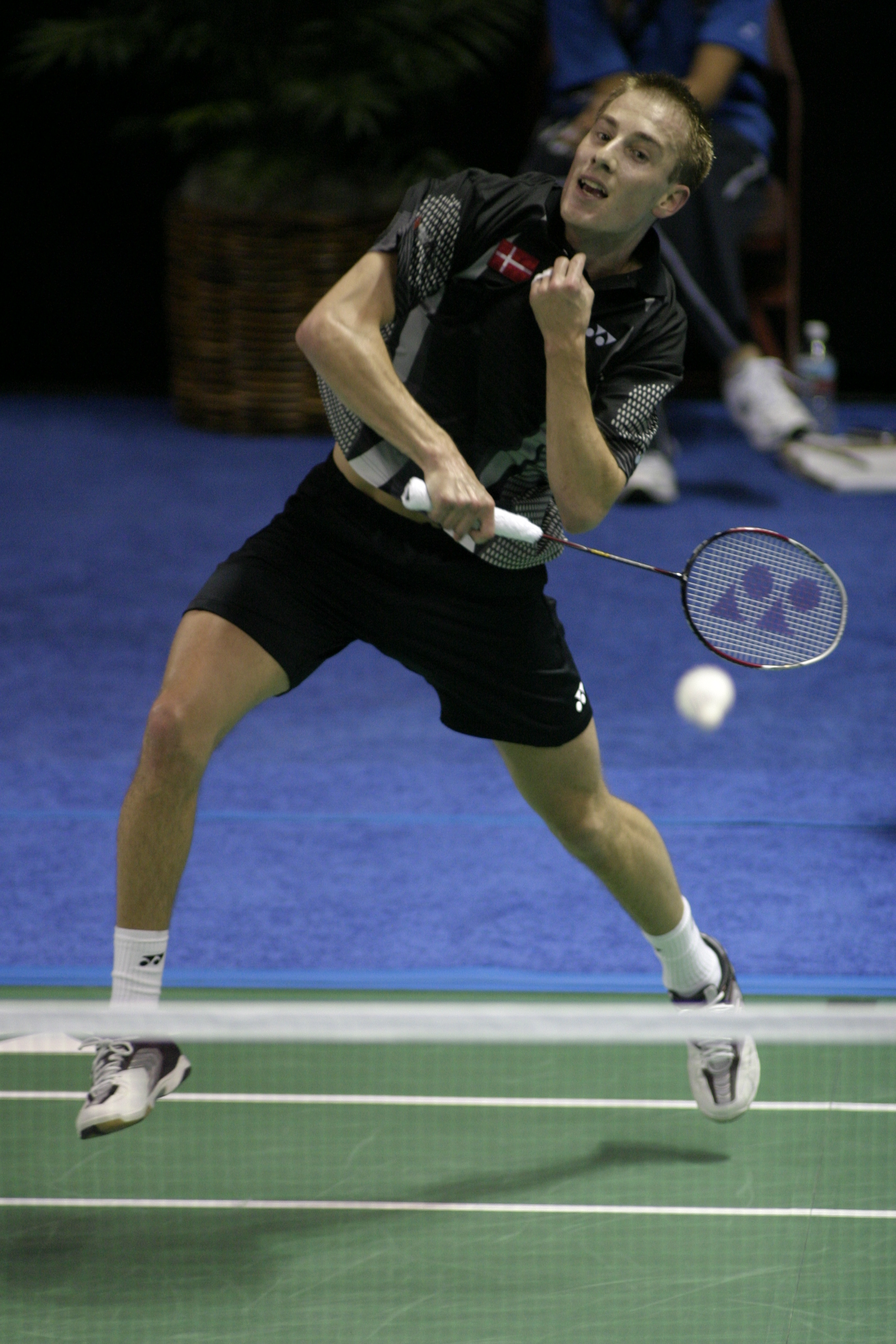
il giocatore
Peter Gade durante una sfida di badminton

- Badminton
- Ball badminton
- Bashi
- Crossminton
- Frontenis
- Gym tennis
- Paddleball
- Pop tennis
- Padel
- Paletta
- Pelota a paleta
- Pickleball
- Platform tennis
- Qianball
- Racchettoni
- Racketlon
- Racquetball
- Racquets
- Road tennis
- Setbol
- Spaola
- Speed-ball
- Squash
- Squash tennis
- Soft tennis
- Sparring Vlup
- Tennikoit o ring tennis
- Tennis
- Tennis da spiaggia
- Tennis polo
- Tennistavolo (ping pong)
- Touchtennis
- Xare